# Dimitris Pelkas
Dimitris Pelkas, född 26 oktober 1993 i Giannitsa, är en grekisk fotbollsspelare (mittfältare) som spelar för turkiska İstanbul Başakşehir.

## Karriär
Pelkas började sin karriär som ungdomsspelare i PAOK.
Den 5 oktober 2020 värvades Pelkas av turkiska Fenerbahçe, där han skrev på ett treårskontrakt med option på ett år till. Den 1 september 2022 lånades Pelkas ut till Hull City på ett säsongslån.
Den 21 juli 2023 värvades Pelkas av turkiska İstanbul Başakşehir, där han skrev på ett ettårskontrakt med option på ytterligare ett år.

## Karriärstatistik

### Landslagsmål
| Nr | Datum             | Arena                                    | Motståndare | Mål | Resultat | Tävling                    |
| -- | ----------------- | ---------------------------------------- | ----------- | --- | -------- | -------------------------- |
| 1  | 9 oktober 2021    | Batumi-stadion, Batumi, Georgien         | Georgien    | 2–0 | 2–0      | Kvalet till VM 2022        |
| 2  | 27 september 2022 | Georgios Kamaras Stadium, Aten, Grekland | Nordirland  | 1–0 | 3–1      | Nations League C 2022/2023 |
| 3  | 10 september 2023 | Agia Sophia Stadium, Aten, Grekland      | Gibraltar   | 1–0 | 5–0      | Kvalet till EM 2024        |
| 4  | 21 mars 2024      | Agia Sophia Stadium, Aten, Grekland      | Kazakstan   | 2–0 | 5–0      | Kvalet till EM 2024        |